# Quadri plastici

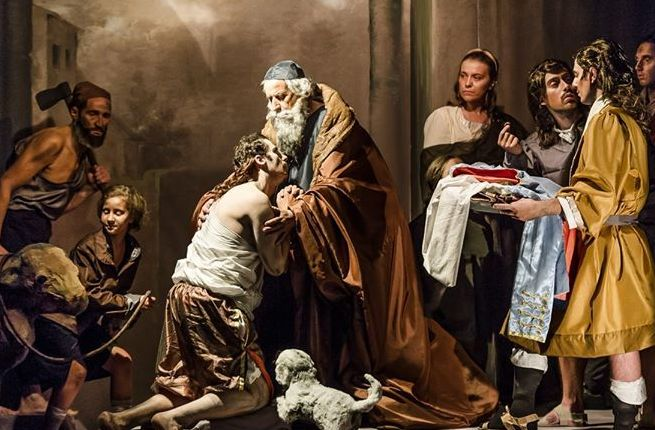
Quadri plastici: Ritorno del figliol prodigo di Bartolomé Esteban Murillo

La Sacra Rappresentazione dei Quadri Plastici è una manifestazione estiva che si ripete ogni anno ad Avigliano, paese in provincia di Potenza. I figuranti, stando immobili, riproducono con il corpo e l'espressione del volto una scena sacra, storica o un capolavoro dell'arte figurativa.

## Storia
Le prime rappresentazioni risalgono agli anni '20 del Novecento. La più antica era collegata alla Processione della nave, tradizione legata al culto di san Vito. La nave era una costruzione in legno, rivestita di carta colorata, con al centro la statuetta del Santo; questa veniva portata a spalla, preceduta da uomini travestiti da turchi e da bambini che reggevano lampioncini veneziani, e inoltre seguita da carri trainati da cavalli e muli sui quali venivano allestiti dei "quadri", detti plastici proprio perché i ragazzi che rappresentavano la scena assumevano posizioni di assoluta rigidità mentre sfilavano tra la folla.
Nella versione più moderna, invece, le rappresentazioni avvengono su palchi fissi aumentando la qualità della scenografia del soggetto riprodotto. Negli anni le manifestazioni hanno avuto luogo prevalentemente durante la festa dedicata alla Madonna del Carmine, che si celebra ad Avigliano il 16 luglio; di recente invece l'esposizione si tiene ogni prima domenica di Agosto. 
Il 27 aprile 2016 i gruppi dei quadri plastici hanno partecipato al concorso televisivo Italia's Got Talent, riscuotendo molto successo al punto da essere poi oggetto di discussione in altri programmi televisivi come la trasmissione Visionari del 20 giugno 2016, con la partecipazione di Vittorio Sgarbi, e nel programma Stanotte a... di Alberto Angela. Una rappresentazione speciale dei quadri plastici si è svolta a Londra nell'ambito degli eventi dedicati alla mostra "Beyond Caravaggio" della National Gallery di Londra dal 27 al 28 ottobre 2016, con la raffigurazione dei quadri Salomè con la testa del Battista e la Cattura di Cristo.

## Organizzazione
L'organizzazione di ogni scena è affidata a gruppi di giovani appartenenti ad associazioni culturali che nel 2016 sono state le seguenti: Aviliart, Basso La Terra e Spazio ragazzi. I figuranti impegnati nella realizzazione dell'evento sono guidati da un direttore artistico e affiancati da uno staff composto da scenografi, pittori, truccatori e falegnami. Alla fine della rappresentazione un'apposita giuria decreta il gruppo vincitore a cui viene assegnato un premio.

## Edizioni

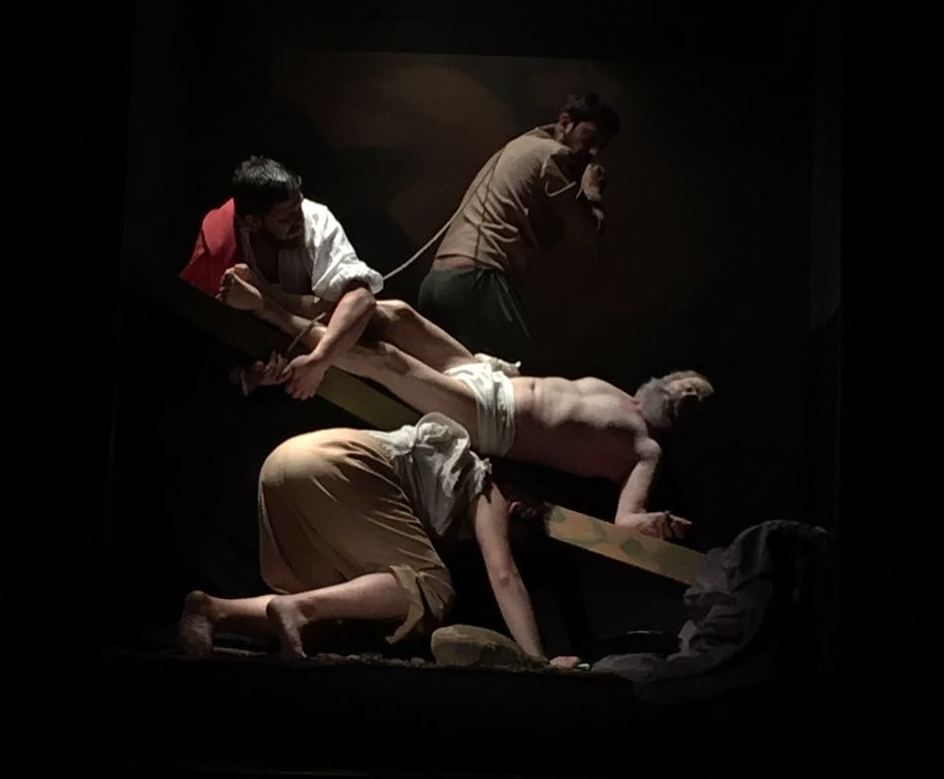
Quadri plastici: Crocifissione di san Pietro di Caravaggio

I quadri sono legati al tema religioso, selezionati su testi di storia dell'arte o cataloghi di mostre e accompagnati da brani musicali di grandi musicisti per rendere l'atmosfera più coinvolgente: 
- Nel 2000 il tema La Redenzione è stato rappresentato dai quadri Annunciazione, Crocifissione e Resurrezione di pittori lucani dei secoli XVI, XVII e XVIII;
- Nel 2001 la tradizionale rappresentazione dei quadri viventi ha celebrato la genialità di Michelangelo Merisi: Deposizione; Morte della Vergine e Crocifissione di san Pietro;
- Nel 2002 il tema La Morte del Giusto è stato rappresentato dai quadri di Silvestro B Giovanni Bellini (primi del 1500) e Hans Holbein il Giovane (1521);

- Nel 2003 il tema Emmaus è stato rappresentato dai quadri di Caravaggio (1606 circa);  Rembrandt (1648) e Tiziano;
- Nel 2004 i quadri Cattura di Cristo di Caravaggio, Arresto di Gesù di Giotto e Tunica di Giuseppe di Diego Velázquez hanno raffigurato il tema del Tradimento;
- Nel 2005 il tema della solitudine ha trovato espressione nei quadri Orazione nell'orto di Leandro Bassano, Cristo sul Monte degli Ulivi di Caravaggio e Christ in the Garden of Gethsemane di Paolo Veronese;
- Nel 2006 il tema Il Dubbio è stato rappresentato dai quadri di Caravaggio e Guercino;
- Nel 2007 il tema Vendere o Vendersi è stato raffigurato dai quadri Il patto di giuda di Duccio di Buoninsegna; Moglie di Putifarre di Guido Reni e Giuseppe venduto dai fratelli di Gioacchino Assereto;
- Nel 2008 il tema L'Adultera è stato rappresentato dai quadri Cristo e l'Adultera di Lorenzo Lotto, Cristo e l'Adultera di Guercino e Gesù e l'Adultera di Oronzo Tiso;
- Nel 2009 Il tema La Chiamata è stato raffigurato dai quadri Vocazione di san Matteo di Caravaggio, Vocazione dei SS. Giovanni e Giacomo di Domenico Fiasella e Vocazione dei santi Pietro e Andrea di Caravaggio;
- Nel 2010 il tema La Disputa è stato rappresentato dai quadri di Gaspare Landi, dipinto da un allievo di Giuseppe Ribera e Dirck van Baburen;
- Nel 2011 il tema La forza di un messaggio... l'unità è stato rappresentato dai quadri Roma o Morte di Gioacchino Toma; Volontari italiani 1848-66 di Quinto Cenni e Le cinque giornate di Milano di Angelo Trezzini;

- Nel 2012 è stato scelto il tema del compianto, riprodotto dal Compianto sul Cristo morto del Correggio, dal Compianto sul Cristo morto di Leandro Bassano e da un dipinto anonimo;
- Nel 2013 il tema Il martirio è stato rappresentato dai quadri Martirio di San Lorenzo di Il Guercino, il Martirio di San Bartolomeo di Andrea Vaccaro e Sant'Andrea di Jusepe de Ribera;
- L'edizione del 2014 è stata dedicata ai quadri conservati nella città di Matera, capitale europea della cultura 2019 e quelli scelti sono stati Il trasporto di Cristo al sepolcro di Antonio Ciseri, Cristo deposto di Giovanni Donato Oppido e L'Immacolata con i santi Chiara, Francesco d'Assisi, Antonio da Padova e Domenico di Francesco Celebrano.
- Nel 2015 la scelta dei quadri è ricaduta sulle opere di Caravaggio tra le quali Salomè con la testa del Battista, Vocazione di san Matteo e Crocifissione di san Pietro.
- Nel 2016 il tema La Misericordia è stato rappresentato dalle opere Il ritorno del figliol prodigo di Jean-Germain Drouais, Cristo e il giovane ricco di Heinrich Hofmann e Il ritorno del figliol prodigo di Bartolomé Esteban Murillo.
- Nel 2017 è stato scelto il tema La morte dei giusti, riprodotto da tre opere di Caravaggio: il Martirio di san Matteo, la Decollazione di san Giovanni Battista e la Crocifissione di sant'Andrea